# Bye Bye Love (chanson)
Pour les articles homonymes, voir Bye Bye Love.
Singles de The Everly Brothers
Keep A-Lovin' Me
(1956) Wake Up Little Susie
(1957)
Bye Bye Love est le titre d'une chanson du duo Everly Brothers, écrite en 1957 par Felice et Boudleaux Bryant.
Cette chanson aux accents country et folk atteint la 2e place du Billboard Hot 100 et la 1re place du palmarès Best Selling Record de Cash Box. La version des Everly Brothers connaît également un succès majeur dans les charts country, atteignant la 1re place au printemps 1957, et se classe no 5 dans les charts rhythm & blues Elle est également no 6 au Royaume-Uni.
Boudleux Bryant et sa femme Felice envisagent d'abord de donner Bye Bye Love au duo country Johnnie and Jack. Archie Bleyer pense quant à lui qu'elle serait parfaite pour les voix de Don et Phil Everly, nouvellement signés chez Cadence Records.
L'intro de guitare ne fait pas partie de la chanson originale, mais Don Everly la joue en studio et Archie Bleyer propose de l'ajouter au début. Ces quelques notes lui sont inspirées par Bo Diddley. Chet Atkins est le guitariste principal de la session, Floyd Chance le contrebassiste et Buddy Harman le batteur.
En 1995, Bye Bye Love est sélectionnée par le Rock and Roll Hall of Fame, comme l'une des « 500 chansons qui ont façonné le rock 'n' roll ». Elle reçoit un Grammy Hall of Fame Award en 1998. Elle est classée 207e des « 500 plus grandes chansons de tous les temps » par le magazine Rolling Stone en 2004.

## Autres versions
Bye Bye Love est reprise notamment par Ricky Nelson (1957), Connie Francis (1959), Eddy Mitchell (1968), Alton Ellis (1968) et, en français, par Danny Boy et ses Pénitents et par Sylvie Vartan (1962).
Roy Orbison reprend la chanson sur son premier album, Lonely and Blue, en 1961. Ray Charles l'enregistre pour son album Modern Sounds in Country and Western Music de 1962, et l'interprète également en live, notamment lors d'une apparition télévisée avec Glen Campbell.
Simon and Garfunkel incluent une version live de la chanson sur leur album de 1970 Bridge over Troubled Water. Après une reprise très appréciée par le public lors d'un concert à Ames, Iowa le 14 novembre 1969, le duo décide de la rejouer sur scène pour un enregistrement. Simon & Garfunkel l'interprètent à nouveau en décembre 2003, avec les Everly Brothers, au Madison Square Garden à New York pour l'album Old Friends: Live on Stage.
Les Beatles reprennent la chanson pendant les sessions de Let It Be en 1969. George Harrison l'interprète pour son album Dark Horse en 1974, en changeant les paroles pour faire référence à sa femme Pattie Boyd qui l'a quitté pour son ami Eric Clapton. Il écrit des paroles supplémentaires et une ligne mélodique radicalement différente. Clapton et Boyd ne participent pas à l'enregistrement, même si leurs noms sont mentionnés dans les notes de pochettes, avec d'autres messages cryptés. En fait, Harrison joue de tous les instruments sur l'enregistrement, en utilisant les installations multipistes de son home studio de Friar Park : deux guitares acoustiques à 12 cordes, une batterie, une basse Moog ainsi qu'une guitare basse, trois parties de guitare électrique, un piano électrique, des bongos, la voix principale et les chœurs.
Lacy J. Dalton reprend la chanson en 1992 sur son album Chains on the Wind. Sa version est classée 69e du palmarès Country Tracks de RPM au Canada
On compte aussi des versions par Tim Timebomb (2013), Madeleine Peyroux (2013), Popa Chubby (2016) ou Jean-Louis Aubert (2016).
En 2023, Ann-Margret reprend Bye Bye Love en duo avec Pete Townshend sur son album Born to Be Wild
.

## Dans les médias
La chanson est utilisée dans plusieurs films ou séries télévisées.
Elle constitue le morceau musical concluant le film de Bob Fosse, Que le spectacle commence (All That Jazz) sorti en 1979, interprétée par les acteurs Roy Scheider et Ben Vereen. On peut l'entendre aussi dans Poor Little Rich Girl d'Andy Warhol (1965), That'll Be the Day (1973), American Hot Wax (1978), Blessures secrètes (1993), Bye Bye Love (1995), Ocean's Twelve (2004), Ray (2005, version de Ray Charles), Frankie et Alice (2010), The Bye Bye Man (2017) interprétée par The Newton Brothers and Randy Cooke, et dans l'épisode L'Accompagnateur de la série Ally McBeal (1999), où elle est interprétée par Calista Flockhart, Lisa Nicole Carson et Vonda Shepard.
Une parodie de la chanson est utilisée dans une publicité pour l'adhésif pour prothèses dentaires Sea-Bond à la fin des années 2000.